# Leiopotherapon macrolepis
Leiopotherapon macrolepis é uma espécie de peixe da família Terapontidae.
É endémica da Austrália.